# Neobrotica tampicensis
Neobrotica tampicensis es una especie de insecto coleóptero de la familia Chrysomelidae.
Fue descrita científicamente en 1966 por Blake.